# بلو (لغة برمجة)
بلو هي نظام لتعليم برمجة كائنية التوجه، طورت في جامعة سيدني، أستراليا. وهي بيئة تطوير متكاملة (IDE) ولغة برمجة. استخدمت في التعليم منذ عام 1997. وفي عام 1999 توقف تطويرها عندما قام أحد رؤوسائها «مايكل كولينق» (Michael Kölling) بتطبيق تصميم بيئة تطوير متكاملة للغة الجافا، مما أدى لظهور البلو جاي (BlueJ).
تركيبة بلو مشتقة من لغة ايفل للبرمجة وكانت بيئة التنمية والتطوير أحد أكثر التطورات فائدة للتعليمات والتي صممت لتكوين طبقات من برمجة كائنية التوجه. بيئة التطوير المتكاملة لبلو تظهر بشكل صوري المراجع والعلاقات الوراثية بين الأصناف (classes). في وقت التشغيل تسمح للمطور يتكوين أصناف فورية بشكل صوري وتبادلي (visually and interractively)، وتفقد الحالات، وإسناد وظائف لكل طبقة.
أكثر مميزات اللغة ورثتها من لغة ايفل تجعلها مناسبة للتعليم، كالتصميم عن طريق التقليص (design by contract) (الشروط المسبقة، الشروط الأخيرة، وفئة الثوابت)، وتجمع النواتج غير الهامة بطريقة آلية.
الفريق الذي طور بلو استمروا في العمل على نفس البيئة التطويرية المتكاملة واسموها بلو جاي والتي استخدمت لغة الجافا ولها نفس الأهداف. مشروع البلو جاي قيد تطوير نشط.

## وصلات خارجية
- صفحة البلو - تعليم برمجة الكائنات التوجيهية نسخة محفوظة 10 أبريل 2015 على موقع واي باك مشين.
- صفحة البلو - مواصفات لغة بلو
- صفحة البلو دليل الاستخدام لبيئة بلو
- بيئة تطوير برنامج الكائنات الموجهة لأول دورة